# Saint-Bonnet-de-Chavagne
 Saint-Bonnet-de-Chavagne  es una población y comuna francesa, en la región de Ródano-Alpes, departamento de Isère, en el distrito de Grenoble y cantón de Saint-Marcellin.

## Demografía
| 450 | 398 | 380 | 372 | 378 | 449 |
| Para los censos de 1962 a 1999 la población legal corresponde a la población sin duplicidades (Fuente: INSEE [Consultar]) |     |     |     |     |     |